# Герб Тувинской Народной Республики
C 1921 по 1926 год республика Танну-Тува не имела герба (тув. Тыва Арат Республиканың сүлдези); в Конституциях 1921 и 1924 годов не было соответствующих разделов.

## Описание
25 июня 1941 года на X Великом хурале принята новая Конституция. Герб состоял из изображения скачущего навстречу лучам солнца всадника-арата в национальном костюме «тон» (верхняя одежда кочевников с обшлагами, спускающимися ниже кистей, головной убор — типичная для кочевников Азии войлочная конической или округлой формы шапка с высокой тульей) с уруком в руке на фоне карты республики и земного шара. В верхней части герба располагалась красная звезда с надписью (на латинице) под ней: «Пролетарии всех стран и угнетённые народы Востока, соединяйтесь», под картой Тувы изображались серп и молот, ниже лента, переплетающая венок из колосьев и степных трав, с надписью (на кириллице) золотыми буквами: «ТАР». Герб просуществовал до августа 1944 г., когда республика вошла в состав СССР на правах автономной области.

## История герба
Первый герб ТНР утверждён Великим хуралом 24 ноября 1926 года:
В середине — «Хорло», а внутри его — земной шар в лучах солнца; вверху серп и грабли, окружённые венцом из колосьев
«Хорло» («колесо вечности») — символ, означающий вечный круговорот жизни, возникший во времена Чингисхана. В гербе ТНР он символизировал домонгольское происхождение тувинцев.

В соответствии с Конституцией Тувинской Народной Республики 1930 года (утверждён 28 июня 1930 года, модифицирован 18 октября 1930 года) герб состоял 
из изображений на красном фоне земного шара, окружённого венцом из колосьев хлеба и трав, в середине земного шара серп и грабли крест-накрест, а вверху земного шара пятиконечная звезда с надписями: «ТАР» и «Пролетарии всех стран, соединяйтесь!»
Надписи сделаны латинизированным алфавитом, на который в то время перешла тувинская письменность.
| Герб | Утверждён            | Отменен              | Комментарий |
| ---- | -------------------- | -------------------- | --- |
|      | 24 ноября 1926 года  | 18 октября 1930 года | Первый официальный герб ТНР. Внутри религиозного ламаистского символа колеса вечности — хорла размещён герб, по образцу СССР, только вместо серпа и молота изображались перекрещенные серебряные серп и грабли.                                                                                    |
|      | 18 октября 1930 года | 2 июля 1935 года     | Новый герб ТНР — из него было убрано хорло, земной шар и восходящее солнце стали изображаться на красном фоне, в венок были добавлены зеленые стебли трав, а в герб была добавлена аббревиатура названия страны «TAR» и девиз: «Пролетарии всех стран и угнетённые народы Востока, соединяйтесь!». |
|      | 2 июля 1935 года     | 25 июня 1941 года    | Герб изменён в связи с аннексией ТНР части территории Монголии по инициативе СССР. Он представлял собой коричневый силуэт страны, на фоне которого изображался мчащийся на бело-сером коне всадник-арат с красным уруком в руках.                                                                  |
|      | 25 июня 1941 года    | 8 сентября 1943 года | Новый герб и флаг по образцу флагов союзных республик СССР. Утвержден в связи с нападением Германии на СССР для выражения солидарности с Советским Союзом. |
|      | 8 сентября 1943 года | 11 октября 1944 года | Герб изменён в связи с переходом на кириллицу и позднее упразднен в связи с прекращением существования ТНР. |